# Posto della suocera
Il posto della suocera nel lessico o meglio nel gergo automobilistico italiano indica due tipi di sedili d'emergenza nelle carrozzerie a 2+2 posti e precisamente:
- nei veicoli antecedenti il 2° conflitto mondiale si riferisce al sedile ripiegabile ad uno o due posti, situato all'esterno dell'abitacolo[1][2], ricavato nello spazio solitamente riservato al bagagliaio, il cui portello, incernierato in basso ed imbottito all'interno costituisce lo schienale.
- nei veicoli successivi è stato invece mutuato a descrivere il sedile posteriore di alcuni modelli roadster, talvolta disposto perpendicolarmente al senso di marcia (ad esempio nella spider Mercedes SL190 degli anni '50, soprattutto nella rara versione dotata di hard top asportabile ma completamente priva all'origine della capote a mantice).

## Storia

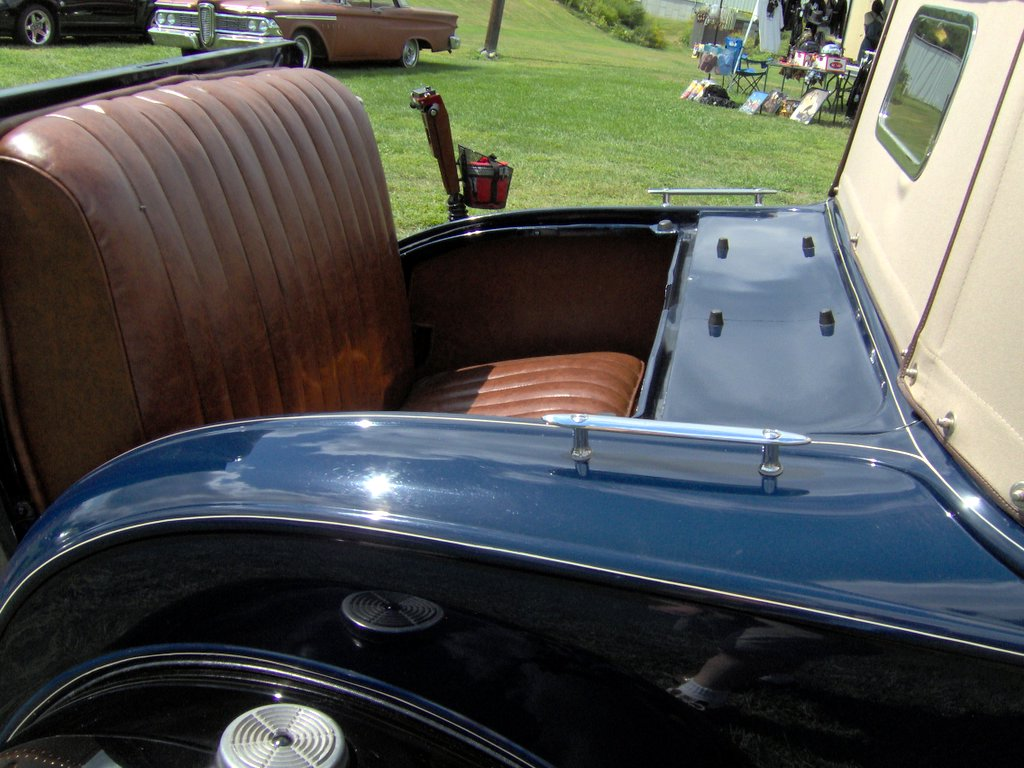
Il posto della suocera di una Ford Model A Roadster del 1931

Il nome italiano, scherzoso, nasce in un'epoca ove il guidatore era quasi sempre un maschio e come tale maltollerante, per tradizione o modo di dire, la presenza a bordo della propria suocera e quindi l'avrebbe volentieri fatta viaggiare scomoda, fuori dell'auto e magari alle intemperie, soprattutto quando la medesima imponeva la sua presenza.
Il posto della suocera era comune sulle autovetture precedenti la seconda guerra mondiale. Quando non ospitava i passeggeri, lo spazio sotto i sedili poteva essere utilizzato come bagagliaio.
Era in genere occupato dalla servitù del padrone del veicolo, o dai figli della coppia a bordo, se già abbastanza grandicelli da non risentire troppo della corsa nel vento. Le carrozzerie roadster, coupé e cabriolet prebelliche erano commercializzate con il posto della suocera oppure con il bagagliaio.
I modelli dotati di posto della suocera erano in genere denominati sport coupe or sport roadster. Solitamente il posto della suocera non era protetto dalle intemperie. In alcuni modelli era però dotato di una capote in tela oppure di tendine laterali. Questi modelli provvisti di protezioni non furono però molto popolari.